# Thierry Pauk
Pour les articles homonymes, voir Pauk.
Thierry Pauk, né le 26 janvier 1966 à Metz dans le département de la Moselle, est un footballeur français. Il évolue au poste de défenseur ou de milieu de terrain du milieu des années 1980 au milieu des années 2000.
Formé au FC Metz avec qui il remporte la Coupe de France en 1988, il évolue ensuite notamment au FC Famalicão, à La Berrichonne de Châteauroux, à l'USL Dunkerque avant de terminer sa carrière professionnelle dans les clubs luxembourgeois du CS Grevenmacher puis du Swift Hesperange.
Avec l'équipe de France espoirs, il gagne le Champion d'Europe Espoir en 1988.

## Biographie
Il commence sa carrière en 1984 comme milieu de terrain au  FC Metz. Il fait partie de l'équipe qui réalise un des plus beaux exploits du football français en éliminant le grand Barça en gagnant 4 buts à 1 au Camp Nou après s'être incliné 4 buts à 2 à Saint-Symphorien. Il est vite considéré comme un grand espoir du club et devient un titulaire indiscutable dès sa première année professionnelle. 
A seulement 20 ans il remporte la coupe de la Ligue face à l'AS Cannes. Il intègre ensuite l'équipe de France espoir avec laquelle il remporte le Championnat d'Europe en 1988 aux côtés des futurs grands noms du football français : Éric Cantona, Laurent Blanc, Jocelyn Angloma, Franck Sauzée, etc.  Cette même année, il joue et remporte la finale de la Coupe de France en 1988. 
En 1992, il décide de tenter l'aventure au club de Famalicão au Portugal avec lequel il finit 5e du championnat. Mais la France lui manque et il décide d'un retour. C'est la Berrichonne de Châteauroux qui l'accueille et avec qui il est Champion de France de National en 1994. 
Malgré cette montée en Division 2, il décide de rejoindre l'USL Dunkerque, valeur sûre de ce Championnat. Après une saison honorable, le club est relégué l'année suivante. Il retournera alors au FC Metz pour une dernière saison en Division 1 au cours de laquelle le club termine à la troisième place. 
Il met alors un terme à sa carrière professionnelle qui aura duré 14 saisons pour se consacrer à sa famille. Il continue cependant le football au niveau amateur tout d'abord au Luxembourg où il passe 7 belles saisons remportant notamment la Coupe du Luxembourg en 1998 et termine trois fois vice-champion. Il rejoint ensuite le CSO Amnéville avec lequel il connaît la montée en Division d'Honneur et encadre les jeunes du club.
Il est aujourd'hui Conseiller patrimonial auprès des entreprises et gère les finances de l'Association des Anciens du FC Metz.

## Palmarès

### En club
- Vainqueur de la Coupe de France en 1988 avec le FC Metz
- Vainqueur de la Coupe du Luxembourg en 1998 avec le CS Grevenmacher
- Vainqueur de la Coupe d'Été en 1986 avec le FC Metz
- Champion de France de National en 1994 avec LB Châteauroux
- Vice-champion du Luxembourg en 2000, 2001 et 2002 avec le CS Grevenmacher

### En sélection nationale
- Champion d'Europe Espoirs en 1988

## Statistiques
Le tableau ci-dessous résume les statistiques en match officiel de Thierry Pauk durant sa carrière de joueur professionnel,,.
| Saison                | Club                  | Championnat           | Championnat | Championnat | Coupe nationale | Coupe nationale | Coupe de la Ligue | Coupe de la Ligue | Compétition(s) continentale(s) | Compétition(s) continentale(s) | Compétition(s) continentale(s) | Sélection      | Sélection | Sélection | Total | Total |
| Saison                | Club                  | Division              | M.          | B.          | M.              | B.              | M.                | B.                | Comp.                          | M.                             | B.                             | Équipe         | M.        | B.        | M.    | B.    |
| 1984-1985             | FC Metz               | Division 1            | 20          | 0           | 2               | 0               | -                 | -                 | C2                             | 3                              | 0                              | -              | -         | -         | 25    | 0     |
| 1985-1986             | FC Metz               | Division 1            | 38          | 0           | 1               | 0               | -                 | -                 | C3                             | 2                              | 0                              | France espoirs | 2         | 0         | 43    | 0     |
| 1986-1987             | FC Metz               | Division 1            | 37          | 1           | -               | -               | -                 | -                 | -                              | -                              | -                              | France espoirs | 5         | 0         | 42    | 1     |
| 1987-1988             | FC Metz               | Division 1            | 38          | 2           | 9               | 0               | -                 | -                 | -                              | -                              | -                              | France espoirs | 5         | 0         | 52    | 2     |
| 1988-1989             | FC Metz               | Division 1            | 31          | 0           | 1               | 0               | -                 | -                 | C2                             | 1                              | 0                              | -              | -         | -         | 33    | 0     |
| 1989-1990             | FC Metz               | Division 1            | 36          | 0           | 3               | 0               | -                 | -                 | -                              | -                              | -                              | -              | -         | -         | 39    | 0     |
| 1990-1991             | FC Metz               | Division 1            | 37          | 1           | 1               | 0               | -                 | -                 | -                              | -                              | -                              | -              | -         | -         | 38    | 1     |
| 1991-1992             | FC Metz               | Division 1            | 22          | 0           | 1               | 0               | -                 | -                 | -                              | -                              | -                              | -              | -         | -         | 23    | 0     |
| 1992-1993             | FC Famalicão          | 1 Liga                | 23          | 2           | 1               | 0               | -                 | -                 | -                              | -                              | -                              | -              | -         | -         | 24    | 2     |
| 1993-1994             | LB Châteauroux        | National              | 19          | 0           | 2               | 0               | -                 | -                 | -                              | -                              | -                              | -              | -         | -         | 21    | 0     |
| 1994-1995             | USL Dunkerque         | Division 2            | 33          | 1           | 2               | 0               | 2                 | 0                 | -                              | -                              | -                              | -              | -         | -         | 37    | 1     |
| 1995-1996             | USL Dunkerque         | Division 2            | 22          | 0           | 3               | 0               | 1                 | 0                 | -                              | -                              | -                              | -              | -         | -         | 26    | 0     |
| 1996-1997             | FC Metz               | Division 1            | 4           | 0           | -               | -               | 1                 | 0                 | -                              | -                              | -                              | -              | -         | -         | 5     | 0     |
| 1997-1998             | CS Grevenmacher       | Nationaldivision      | 20          | 0           | 5               | 0               | -                 | -                 | -                              | -                              | -                              | -              | -         | -         | 25    | 0     |
| 1998-1999             | CS Grevenmacher       | Nationaldivision      | 21          | 0           | 5               | 1               | -                 | -                 | C2                             | 2                              | 0                              | -              | -         | -         | 28    | 1     |
| 1999-2000             | CS Grevenmacher       | Nationaldivision      | 26          | 1           | 5               | 0               | -                 | -                 | -                              | -                              | -                              | -              | -         | -         | 31    | 1     |
| 2000-2001             | CS Grevenmacher       | Nationaldivision      | 27          | 0           | 1               | 0               | -                 | -                 | C3                             | 2                              | 0                              | -              | -         | -         | 30    | 0     |
| 2001-2002             | CS Grevenmacher       | Nationaldivision      | 21          | 0           | 2               | 0               | -                 | -                 | C3                             | 1                              | 0                              | -              | -         | -         | 24    | 0     |
| 2002-2003             | Swift Hesperange      | Nationaldivision      | 20          | 1           | 1               | 0               | -                 | -                 | -                              | -                              | -                              | -              | -         | -         | 21    | 1     |
| 2003-2004             | Swift Hesperange      | Nationaldivision      | 17          | 0           | 2               | 0               | -                 | -                 | -                              | -                              | -                              | -              | -         | -         | 19    | 0     |
| Total sur la carrière | Total sur la carrière | Total sur la carrière | 512         | 9           | 47              | 1               | 4                 | 0                 | -                              | 11                             | 0                              | -              | 12        | 0         | 586   | 10    |